# Систем Периметар
Систем „Периметар” (рус. Система «Периметр»; индекс УРВ РВСН — 15Э601, у западној Европи и Сједињеним Државама познат као енгл. Dead Hand — „Мртва рука”), аутоматизовани је комплекс контроле за масовни узвратни нуклеарни удар, настао у Совјетском Савезу на самом врхунцу Хладног рата, који данас користи Русија. Предодрјеђен је да гарантује испоруку борбених наређења са највиших нивоа командовања (Генералштаб Оружаних снага Руске Федерације, Управа РВСН) до командних пунктова и појединачних лансера стратешких ракета на борбеном дежурству, у случају ванредног стања уколико дође до оштећења комуникационих линија.
У Сједињеним Државама је постојао комплекс за пренос команде лансирања сличне намјене — AN/DRC-8 систем за хитне ракетне комуникације.
„Периметар” је алтернативни командни систем за све родове војске са нуклеарним наоружањем. Настао је као резервни систем комуникације у случају да кључна чворишта командног система „Казбек” и комуникационих линија Ракетне војске стратешке намјене буду уништени први ударом у складу са концептом ограниченог нуклеарног рата, који је развијен у Сједињеним Државама.
Да би се осигурало да може да врши своју улогу, систем је првобитно пројектован као потпуно аутоматски, а у случају масовног напада способан је да самостално, без учешћа (или уз минимално учешће људи), донесе одлуку о адекватном противудару.
Према Валерију Јариничу, једним од твораца, систем је такође служио као осигурање од тога да највише руководство земље доноси исхитрене одлуке на основу непровјерених информација. Након што су добили сигнал од система упозорења на ракетни напад, највиши званичници земље могли су да активирају систем „Периметар” и мирно кренути у рјешавање других проблема, уз потпуно увјерење да ни уништење сваког ко има овлашћења да командује одмаздом неће моћи да спријечи узвратни удар. Тиме је потпуно уклоњена могућност доношења одлуке о одмазди у случају лажне узбуне.